# Bundesautobahn 226
Die Bundesautobahn 226 (Abkürzung: BAB 226) – Kurzform: Autobahn 226 (Abkürzung: A 226) – ist eine kurze Autobahn im Norden von Lübeck.
Sie wurde am 1. Mai 1938 als Teilstrecke der Reichsautobahn Hamburg–Lübeck für den Verkehr freigegeben. Seit der Verlängerung der A 1 Richtung Neustadt zweigt die seitdem als A 226 bezeichnete Strecke bei Bad Schwartau von der A 1 ab, verläuft nach wie vor bis Lübeck-Siems (Kücknitz) und mündet dort in die B 75 Lübeck–Travemünde (Skandinavienkai). Der Herrentunnel im Verlauf der B 75 zwischen der Ausfahrt Siems und der Lübecker Innenstadt ist mautpflichtig.
Am Autobahndreieck Bad Schwartau gibt es keine direkten Verbindungen zwischen dem nordöstlichen Teil der A 1 und der A 226, es besteht aber eine ca. 1 km lange Verbindung über Straßen innerhalb Lübecks und der Gemeinde Ratekau zwischen den Anschlussstellen Sereetz an der A 1 und der Anschlussstelle Lübeck-Dänischburg an der A 226.

## Geschichte
Ähnlich wie die heutige A 1 zwischen Lübeck-Zentrum und dem Schwartauer Dreieck war auch die heutige A 226 ursprünglich eine dreistreifige Autobahn ohne bauliche Richtungstrennung. Der mittlere Fahrstreifen war zum Überholen für beide Fahrtrichtungen gedacht. Bei dem geringen Verkehrsaufkommen seinerzeit dürfte das kaum ein Problem gewesen sein, heute wäre das unvorstellbar. Das Schwartauer Dreieck war damals als links geführte Trompete gebaut worden und bot aus Richtung Siems kommend Fahrtmöglichkeiten Richtung Hamburg (im Sinne der heutigen A 1) und Richtung Ratekau (als kurze Autobahn-Abzweigstrecke). Ab dem Schwartauer Dreieck folgte die alte Autobahn exakt der heutigen Trasse inklusive der damals schon vorhandenen Abfahrt Dänischburg. Auf einer Länge von dann etwa 900 Metern verlief die alte Autobahn bis zu 80 Meter weiter südlich und erheblich höher als heute: An dieser Stelle überquerte die Autobahn die Travemünder Eisenbahnstrecke. Die alte Autobahnbrücke war noch bis etwa 2006 erhalten. Ihr Abriss erfolgte, als die Bahnstrecke elektrifiziert wurde. Heute erinnert an die alte Trasse nur noch die vorhandene Trassenaufschüttung. Weiter östlich trifft die heutige Autobahn wieder auf die alte Streckentrasse, doch schon nach etwa 150 Metern weicht die heutige Autobahn wieder ab und verläuft bis zu ihrem Ende in Lübeck-Siems durch ein Waldstück. Die alte dreibahnige Trasse hingegen verläuft bis zu 170 Meter weiter südlich durch ein Wohngebiet. Hier ist die alte Autobahn noch heute erhalten: Diese etwa 500 Meter lange Betonbahn wird allerdings privat genutzt und verläuft teilweise durch die Gärten der Anlieger. Bestandteil dieser alten Strecke war auch eine steinerne Rundbogenbrücke über die Straße Zum Herrenmoor hinweg, die im September 2022 abgerissen wurde. Die letzten Meter dieser Autobahn wurden nach ihrer Stilllegung renaturiert. Ihr Ende lag etwas südlich der heutigen Autobahnanschlussstelle Lübeck-Siems und war eine einfache dreieckige Verzweigung in die B 75 hinein, einer Straße mit damals ebenfalls vollkommen anderem Aussehen. Dieses Autobahnende hatte als Anschlussstelle noch in den 1950er Jahren den Namen "Travemünde". Um 1975 wurde die Autobahn (zusammen mit der A 1 im Bereich Bad Schwartau) in den heutigen Zustand umgebaut. Aufgrund der zunehmenden Bedeutung des Skandinavienkais als größten Fährhafen der alten Bundesrepublik zur Ostsee schien dies dringend geboten. Bei dem in den frühen 1970er Jahren angedachten neuen Nummernschema aller bundesdeutschen Autobahnen trug die A 226, wie auch die A 1, die vorübergehende Bezeichnung A 11, wurde aber nie als solche ausgeschildert, da 1975 das heutige Nummernschema eingeführt wurde.